# Бахреин на Светском првенству у атлетици у дворани 2014.
Бахреин је на 15. Светском првенству у атлетици у дворани 2014. одржаном у Сопоту од 7. до 9. марта учествовао дванаести пут. Репрезентацију Бахреина представљале су две такмичарке које су се такмичиле у две дисциплине.,
На овом првенству Бахреин је по броју освојених медаља дели 26. место са једном освојеном медаљом (бронза). У табели успешности према броју и пласману такмичара који су учествовали у финалним такмичењима (првих 8 такмичара) Бахреин је са 1 учесником у финалу делио 30. место са 6 бодова.
| Плас. | Земља   | 1. место | 2. место | 3. место | 4. место | 5. место | 6. место | 7. место | 8. место | Бр. финал. | Бод. |
| ----- | ------- | -------- | -------- | -------- | -------- | -------- | -------- | -------- | -------- | ---------- | ---- |
| =30.  | Бахреин | 0        | 0        | 1        | 0        | 0        | 0        | 0        | 0        | 1          | 6    |

## Учесници
Жене:
- Мими Белете — 1.500 м
- Марјам Јусуф Џамал — 3.000 м

## Освајачи медаља (1)

### Бронза (1)
- Марјам Јусуф Џамал — 3.000 м

## Резултати

### Жене
| Атлетичарка        | Дисциплина | Лични рекорд | Квалификације | Квалификације | Финале                | Финале  | Детаљи |
| Атлетичарка        | Дисциплина | Лични рекорд | Резултат      | Место         | Резултат              | Место   | Детаљи |
| ------------------ | ---------- | ------------ | ------------- | ------------- | --------------------- | ------- | ------ |
| Мими Белете        | 1.500 м    | 4:12,10      | 4:16,02       | 3. у гр. 3    | Није се квалификовала | 16 / 20 |        |
| Марјам Јусуф Џамал | 3.000 м    | 8:43,16 НР   | 8:53,07 КВ    | 1. у гр. 2    | 8:59,16               |         |        |